# Temple de Júpiter Capitolí

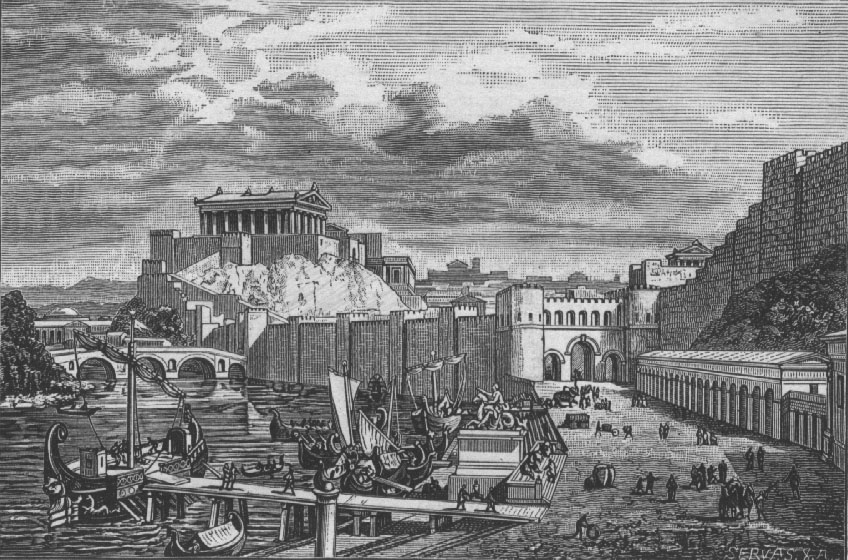
El turó del Capitoli de Roma durant l'època republicana. Il·lustració extreta del llibre " Geschichtsbilder" publicat el 1896 per Friedrich Polack

El Temple de Júpiter Capitolí, també conegut com a Temple de Júpiter Optimus Maximus, era un temple dedicat a la tríada capitolina: Júpiter, Juno i Minerva. En el seu temps va ser la construcció més gran del turó del Capitoli.
Va ser el centre del culte de la ciutat de Roma i segons la tradició es va erigir per a competir amb el santuari dedicat a Júpiter (Iuppiter Latiaris) que hi havia al mont Cavo al massís Albà, a prop de la ciutat d'Alba Longa.
Les cerimònies triomfals de la ciutat de Roma acabaven davant aquest temple i també hi tenien lloc les assemblees solemnes del senat, a més dels sacrificis en honor dels nous cònsols. Allà es guardaven els arxius sobre relacions exteriors i els llibres sibil·lins.

## Història
Es va construir en el segle vi aC per iniciativa del rei Tarquini Prisc, i les obres van continuar durant el regnat de Tarquini el Superb, però va ser gràcies al botí adquirit en la conquesta de la Suèssia Pomètia al Laci que es va poder acabar. La inauguració va ser el 13 de setembre del 509 aC per Marc Horaci Púlvil, un dels primers cònsols republicans.
| «                                                                               | El fet més increïble és que mentre construïen el temple, es va trobar als fonaments un cap de persona, i ningú no va dubtar que l'increïble prodigi representava el presagi que aquesta seria la seu de l'imperi i la capital del món | » |
| — Luci Anneu Flor, Epitome de Titus Livius bellorum omnium annorum DCC, I, 7.9. | |   |

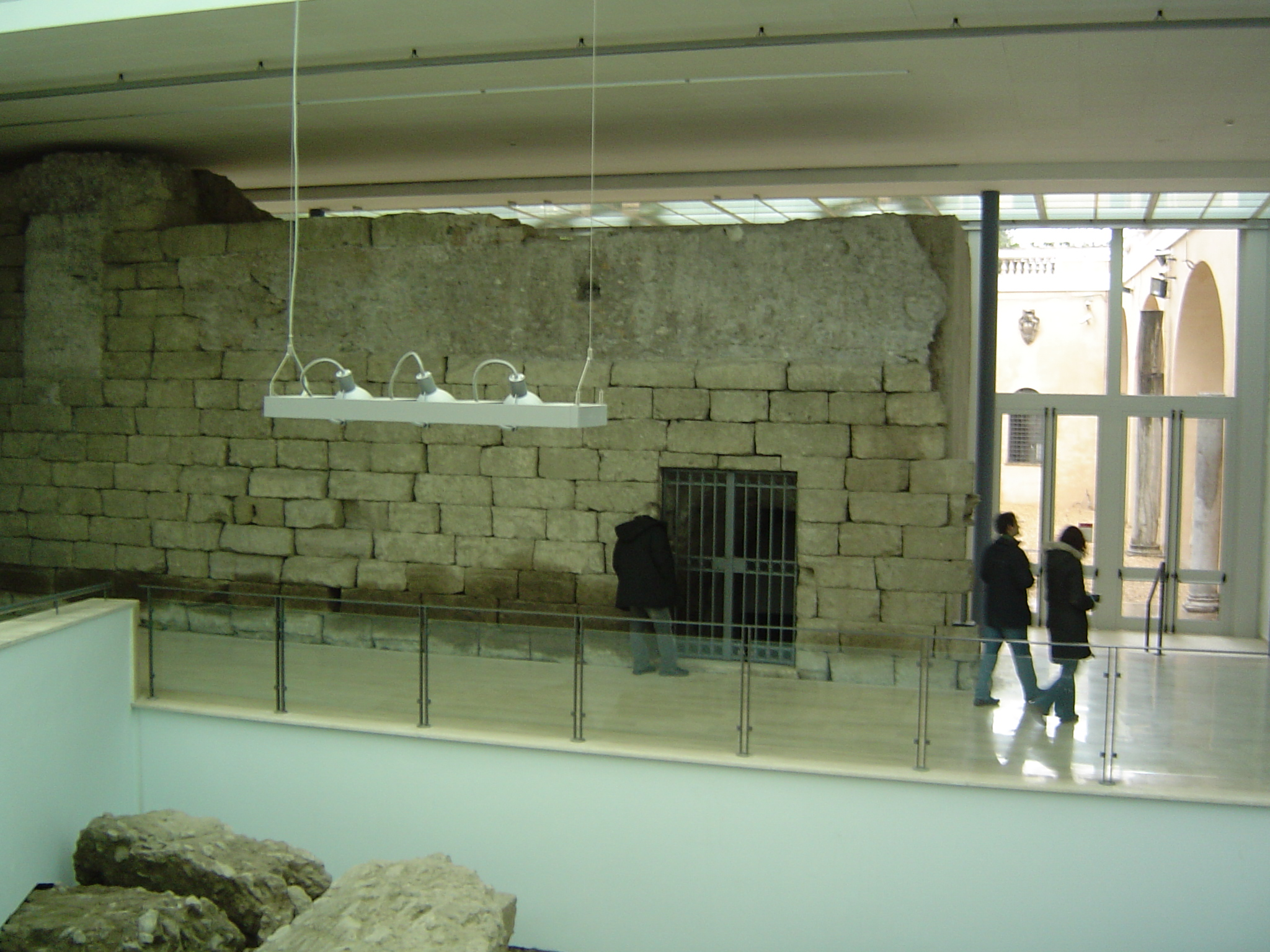
Capitoli: Fonaments del Temple de Júpiter Optimus Maximus

Les grans dimensions de l'edifici són prova de la importància de Roma en l'època dels reis etruscs i probablement se'n va decidir la construcció amb la intenció de convertir la ciutat de Roma en la seu de la lliga federal llatina, substituint el temple del mont Albà.
A començaments del segle iii aC el frontó estava guarnit amb l'escultura d'una quadriga de bronze, que es va posar per substituir-ne un anterior d'argila. El 192 aC s'hi van col·locar els escuts daurats dels edils de la cúria romana: Marc Emili Lèpid i Luci Emili Paul·le Macedònic. El 179 aC el censor Marc Emili Lèpid i Marc Fulvi Nobílior I van ordenar la restauració d'algunes àrees del temple, això fa pensar en una estructura dissenyada de costat a costat i prova d'això són les parts solapades de manera uniforme sense relació entre elles.
El temple va ser gairebé destruït per un incendi l'any 83 aC i amb ell els llibres sibil·lins que es guardaven a l'interior. La reconstrucció en pedra desitjada per Luci Corneli Sul·la, va ser encomanada a Quint Lutaci Catul que va aconseguir tenir-la acabada el 69 aC. Es va conservar amb fidelitat l'aspecte original de la planta. Segons algunes fonts, Catul hauria portat per aquesta reconstrucció les columnes del temple
de Zeus Olímpic d'Atenes. La restauració es va efectuar sota l'emperador August i segons l'historiador Suetoni:
| «                       | […] i així [August] va fer portar al santuari de Júpiter Capitolí setze mil lliures d'or, juntament amb pedres precioses i perles per valor de cinquanta milions de sestercis . | » |
| — Suetoni, Augustus, 30 | |   |

L'any 75, després d'un altre incendi succeït l'any 69, es va reedificar per ordre de Vespasià. Afectat per un tercer incendi l'any 80, es va tornar a refer durant els governs dels emperadors Tit i Domicià.
Durant el saqueig de Roma de 455, el temple de Júpiter Capitolí va ser malmés i espoliat pels vàndals dirigits per Genseric. Segons testimoni de Procopi de Cesarea:
| «                                          | [Genseric] saquejà fins i tot el temple de Júpiter Capitolí, i feu llevar la meitat del sostre. Era una teulada de bronze de la més fina qualitat ... | » |
| — Procopi, Història de les guerres, III,5. | |   |

Del temple no es té més informació fins a finals del segle iv, moment en què se'n van aprofitar les restes per a la construcció d'un palau. La part de la platea, el podi i fragments de la decoració marmòria es van aprofitar en la construcció del palazzo Caffarelli al mateix turó.

## Descripció

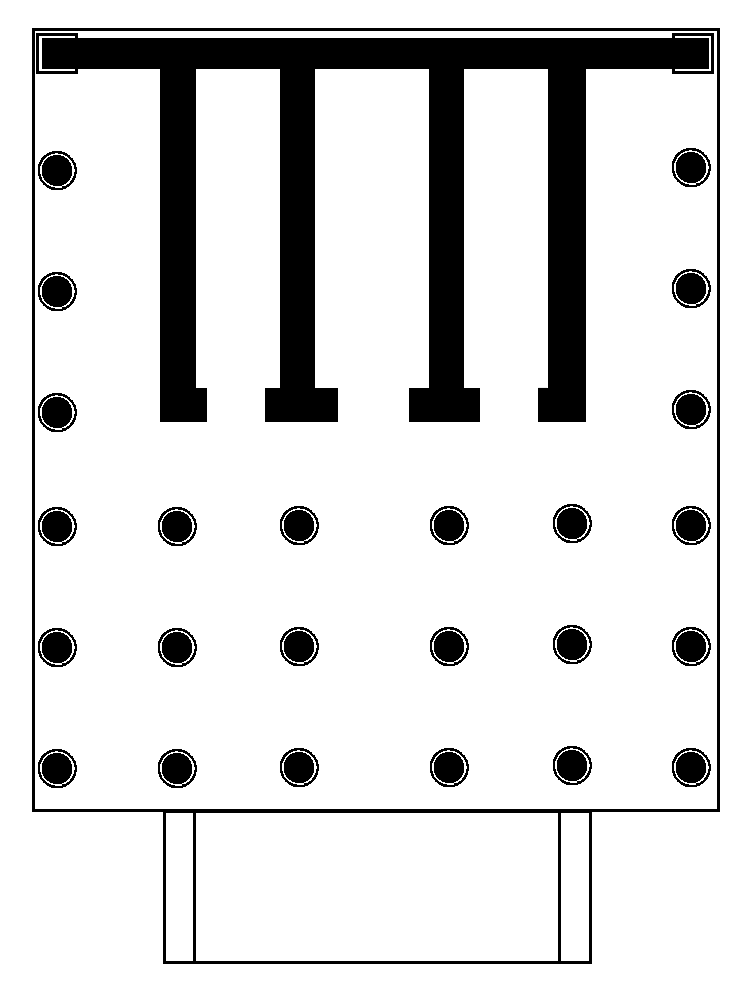
Plànol de l'edifici

Les proporcions de l'antic santuari, que ocupava la part alta meridional del Capitoli eren les següents: mesurava 53 metres per 62 metres (aproximadament 175 o 180 peus de llargada i entre 204 i 210 d'amplada. La superfície de la platea era de vora uns 15.000 metres quadrats. Es tractava doncs del temple més gran d'entre els etruscs i itàlics construïts fins al moment. El seu efecte sobre la ciutat devia ser similar al del Partenó d'Atenes: visible des de molts llocs i dominant el paisatge des d'abans d'arribar a la ciutat.
El temple, orientat vers el sud-est, era perípter i hexàstil en tres costats (sine postico, és a dir, sense columnes a la part posterior), i s'alçava sobre un podi de 13 peus. L'accés era a través d'una escala de dues ales. Probablement tres fileres de columnes toscanes precedien la naos dividida en tres parts: la sala central dedicada a Júpiter i al costat, una mica més petites, dos espais dedicats respectivament a Juno i Minerva.
Segons la informació donada per Vitruvi, l'intercolumni era areostil, és a dir la distància entre les columnes i la base era força ampla (superior a tres vegades el diàmetre del fust) i tals que feien impossible la presència d'arquitraus de pedra.
Per a la decoració d'estàtues i frisos de terracota policroma es van contractar artistes de Veïs, entre els quals destacava l'escultor Vulca, que va ser l'autor de l'estàtua de Júpiter i d'una quadriga de terracota situada al frontó; aquesta última era considerada un dels set Pignora imperii de Roma. L'estil d'aquesta escultura no devia diferenciar-se gaire de la del temple de Portonaccio, el cèlebre Apol·lo de Veio).
L'estàtua de culte principal, destruïda en un incendi, va ser substituïda el 65 aC per una crisoelefantina, obra de l'artista atenenc Apol·loni, probablement prenent com a model l'estàtua de Zeus a Olímpia; que podria ser el mateix autor del Tors del Belvedere el qual porta la signatura "Apol·loni fill de Néstor". I també hi ha la possibilitat que es fessin nombroses còpies d'aquesta estàtua i estiguessin repartides per les diverses ciutats itàliques colonitzades per Roma: en aquest cas la millor còpia seria el Júpiter d'Otricoli, avui als Museus Vaticans.
La quadriga va ser refeta el 296 aC, fent-se càrrec de les despeses l'edil d'aquell any, i essent responsables els germans artistes Ogulnii, autors de la reconstrucció de la lloba de bronze de la gruta Lupercale.
A les monedes i relleus històrics de l'època imperial el temple és retratat com un edifici tetràstil.

## Restes
Del l'antic temple avui en queden unes escasses restes, ja sigui per la demolició de l'època cristiana, sigui pel col·lapse d'aquesta part del turó capitolí. En resten encara tres angles i bona part de la infraestructura en blocs d'estrats (cappellaccio), de fins a 19 filades.

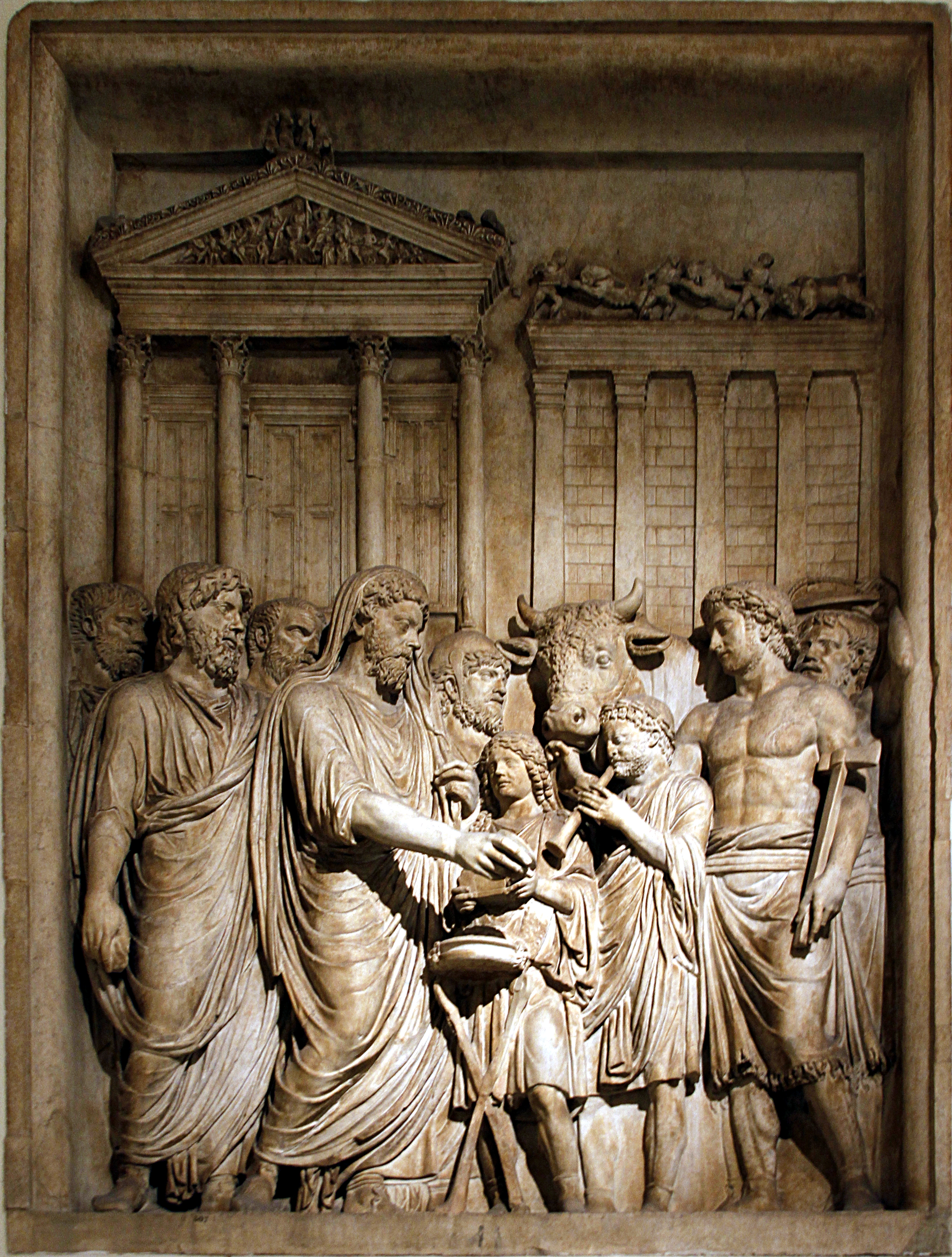
Relleu aurelià al Capitoli

Les restes més grans es poden veure a l'interior dels Museus Capitolins, mentre un costat de la part posterior i del davant estan al jardí de la plaça Caffarelli. L'angle anterior dret es troba a la via del Tempio di Giove.

## Àrea capitolina
L'espai al davant de la façana del temple rebia el nom d'"Àrea capitolina" i estava precedit d'una ampla escalinata. En resta una part al jardí conegut com a "tempio di Giove", però la major part es va esfondrar en diferents èpoques.
Temples menors, santuaris, trofeus i estàtues ocupaven l'àrea: Diverses vegades es va fer lloc a noves estàtues i trofeus portant a altres llocs les antigues, com l'any 179 aC o en temps d'August quan es van traslladar al Camp de Mart.
Un romanent d'un d'ells encara es conserva en el fonament quadrat d'Opus caementicium barrejat amb fragments de sílex que va ser descobert al segle xix en obrir el camí anomenat Via de Giove i ara està dividit en dos pel mateix camí. Alguns han identificat aquí el podi d'un temple menor conegut com el temple de Júpiter Custodi, edificat per ordre de Domicià en memòria dels que van sobreviure al setge de Vitel·li l'any 72. Altres creuen que podria ser el fonament del Tensarium, l'edifici de la custòdia dels Tensae, els vagons utilitzats per a portar les imatges divines durant les processons; o potser l'ara de la Gens Júlia

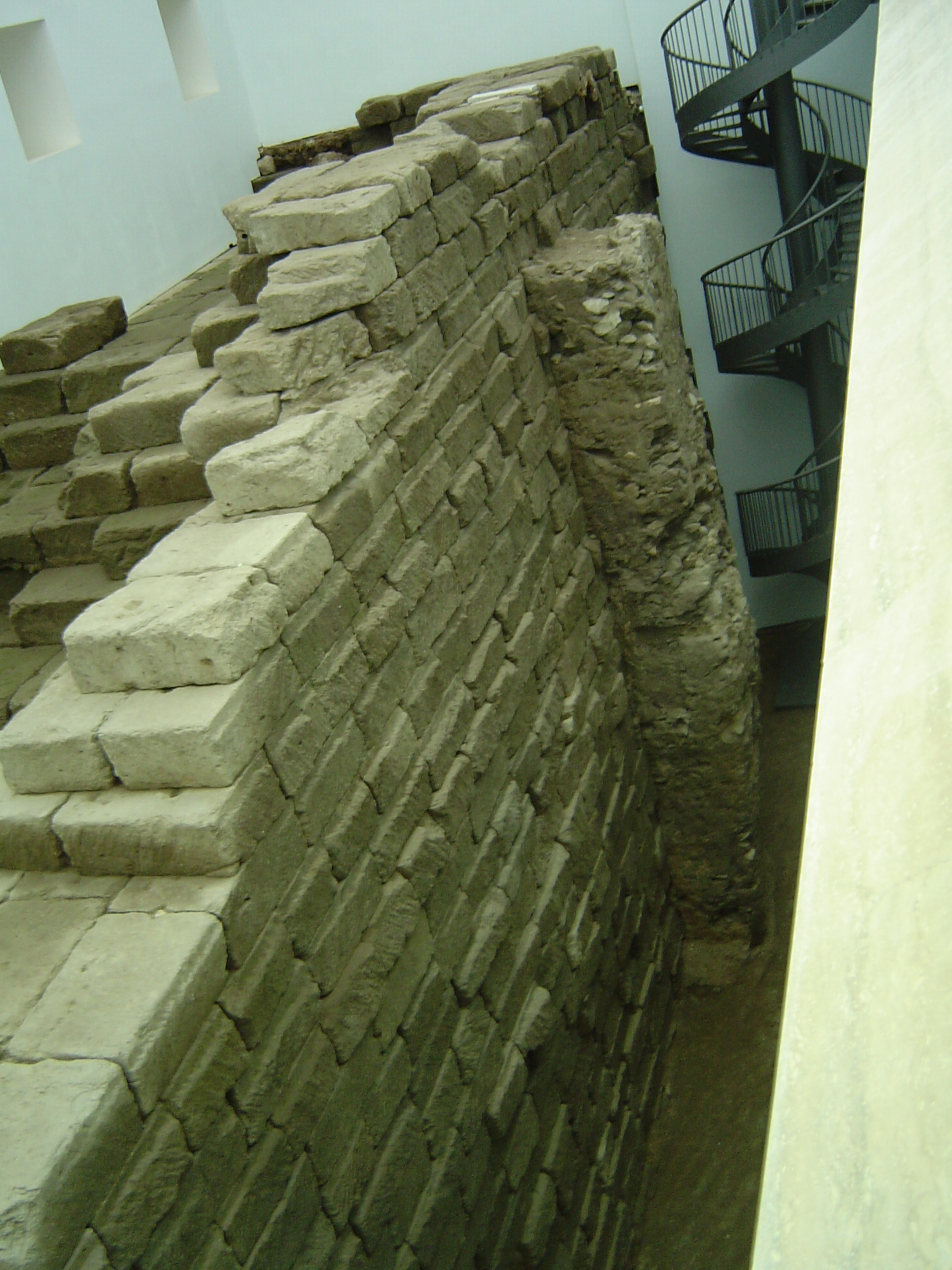
Tros de mur als Museus capitolins

Al costat estaven els temples de la Fe (Fides) a la banda meridional del l'àrea, i el dedicat a les Gràcies (Ops), lleugerament cap al nord, construïts per a emigrants de l'Àsia Menor. Molts materials procedents de l'esfondrament d'aquesta zona s'han retrobat a la subjacent àrea de Sant'Omobono. Entre aquests estan els fragments d'una base de marbre negre amb victòries i trofeus en relleu, que devia ser la base del grup de bronze de la "Rendició del rei Jugurta i del rei Bocus de Mauritània a Sil·la". A causa d'aquesta representació, que excloïa la participació de Mari en la rendició, les relacions entre els dos homes es van deteriorar de forma definitiva (Avui les restes estan al Museu Capitolí). A poca distància es va descobrir una estàtua dels Gefireus, còpia d'un grup de Críties i Nesiotes procedent de l'Àgora d'Atenes el 476 aC. La presència d'una obra com aquesta podria tenir relació amb l'expulsió de Tarquini el Superb el (509 aC), que va tenir lloc immediatament després de la mort d'Hiparc fill de Pisístrat i l'expulsió del tirà Hípies (respectivament el 514 aC i el 510 aC) amb les quals van tenir a veure els Gefireus.
Altres estàtues de bronze eren les dels antics reis de Roma i la del cònsol Luci Juni Brut. En aquest paratge va tenir lloc l'assassinat de Tiberi Grac per part de les forces oligàrquiques romanes. L'Arc d'Escipió l'Africà (190 aC), un dels més antics, es trobava al replà davant del temple.
El dipòsit votiu del temple estava sota l'actual Protomoteca i s'han anant recuperant objectes antics de fins al segle vii aC. Entre ells destaca una copa de bucchero amb inscripcions etrusques del segle vi aC.